# Ignacio Achúcarro
Ignacio Achucarro Ayala (Asunción, 1936. július 31. – 2021. augusztus 14.) paraguayi labdarúgóhátvéd.
A paraguayi válogatott tagjaként részt vett az 1958-as svédországi világbajnokságon.

## Sikerei, díjai
Olimpia
- Paraguayi bajnokság
  - bajnok (2): 1956, 1957